# Galina Gorczakowa
Galina Gorczakowa (ur. 1 marca 1962 w Nowokuźniecku) – rosyjska śpiewaczka operowa, sopran liryczny, Ludowa Artystka ZSRR, zwyciężczyni konkursów pieśni Modesta Musorgskiego oraz Michaiła Glinki.

## Początki kariery
Urodziła się w rodzinie artystów operowych. Jako dziecko przeniosła się z rodzicami do Nowosybirska, gdy ci zostali zaangażowani do pracy w miejscowej operze. Tam ukończyła szkołę muzyczną i konserwatorium w 1988 r. Po studiach, odrzuciwszy ofertę pracy w Nowosybirsku, gdzie się praktycznie wychowała została zatrudniona w operze w Swierdłowsku, jednak zajęcie pierwszej solistki w prowincjonalnej operze po trzech sezonach przestało jej odpowiadać. Pomyślnie przeszła przesłuchanie w Teatrze Marińskim w Petersburgu, gdzie jej talent dostrzegł dyrygent Walerij Giergijew i została zaangażowana na niepełny etat. W krótkim czasie zwróciła na siebie uwagę rosyjskiej publiczności rolami Leonory w Trubadurze oraz Jarosławnej w Kniaziu Igorze. Mimo tego, że to właśnie ten dyrygent przyczynił się w dużej mierze do jej międzynarodowej promocji, Gorczakowa wiele razy negatywnie wypowiadała się nt. jego stosunku do niej i innych śpiewaków.

## Kariera międzynarodowa
Przełomem dla Gorczakowej okazała się kreacja Renaty w Ognistym aniele Prokofiewa, którą zaśpiewała w koprodukcji Covent Garden z teatrem Marińskim. Rola ta, wykonywana w Covent Garden przez dwa sezony, przyniosła jej międzynarodową sławę i pociągnęła za sobą propozycje występów w Hamburgu, Mediolanie, San Francisco,oraz upragniony pełny etat w Teatrze Marińskim, z którym artystka pozostała związana. Specjalizuje się w repertuarze rosyjskim – grała Tatianę w Eugeniuszu Onieginie, Lizę w Damie pikowej, Jolantę w operze pod tym samym tytułem, Ludmiłę w Rusłanie i Ludmile oraz Fiewronię w Opowieści o niewidzialnym grodzie Kitieżu.
Od 1995 r. pojawia się regularnie na scenie Metropolitan Opera, śpiewając przede wszystkim repertuar włoski: grała Aidę, Madame Butterfly, Toskę, Normę, Elżbietę w Don Carlosie oraz Leonorę w Mocy przeznaczenia. Jej kreacje w operach włoskich, z których część arii osobno nagrała, sprawiły, iż krytyka zaczęła porównywać ją do Renaty Tebaldi i Leontyne Price
W 1998 r. otrzymała Nagrodę Bałtycką przyznawaną w Sankt Petersburgu osobom szczególnie zasłużonym dla rozwoju opery w regionie